# Hermas museigård
Hermas museigård ('Hermans museumboerderij') is een openluchtmuseum, centraal gelegen op het eiland Enklinge in de Finse autonome regio Åland. Het bestaat uit een goed bewaard gebleven boerderijgroep die dateert uit de 16e eeuw. De huidige houten opstallen zijn 19e-eeuws.

## Geschiedenis
De eerste bekende bewoner van deze boerderijgroep was ene Per Olson, die wordt genoemd in een belastingdocument uit 1537. De hoeve waarin hij woonde was destijds een 'kronohemman' (kroondomein) en de grootste boerderij op het eiland Enklinge.
In 1661 werd de hoeve overgenomen door Herman Tomasson. Vermoedelijk was hij de naamgever van de boerderij en het huidige museum.
Tijdens de Russische bezetting in de Grote Noordse Oorlog ("stora ofreden", 1714-1721) zijn de meeste bewoners van Åland naar Zweden gevlucht, en was Enklinge bijna tien jaar geheel verlaten.
Toen de Russen tijdens de Finse Oorlog in 1809 opnieuw Finland veroverden, werden op 29 januari 1809 op bevel van de Zweedse koning Gustav IV Adolf alle boerderijen platgebrand om de Russen te verhinderen er de winter in door te brengen. De dorpelingen werden geëvacueerd naar het hoofdeiland van Åland. Tegen de zomer keerden ze weer terug, en moesten hun dorpje weer opbouwen. Omdat er niet genoeg hout op het eiland aanwezig was, is dat waarschijnlijk van het beboste eiland Lumparland gehaald. Sinds deze heropbouw is de boerderijgroep permanent bewoond geweest tot 1973, toen de laatste bewoner, de visser Sven Leonard Karlsson, overleed. In 1979 kocht het regionale bestuur van Åland de boerderijgroep van Svens zoon Hjalmar om er een museum van te maken. Het wordt beheerd door het Ålands museum. In 2014 is groot onderhoud gepleegd.

## Het museum
De voormalige bewoners van de boerderijgroep waren vrijwel geheel zelfvoorzienend en produceerden dus bijna alles zelf, van voedsel en kleding tot aan de gereedschappen. Visserij was de voornaamste inkomstenbron, voornamelijk voor eigen gebruik aangevuld met een gemengd bedrijf van vee en landbouw. Het museum toont, behalve de gebouwen zelf, vele meubels, kledingstukken, huishoudelijke gebruiksvoorwerpen en visserij- en landbouwgereedschappen.